# Herrenhaus Zühr

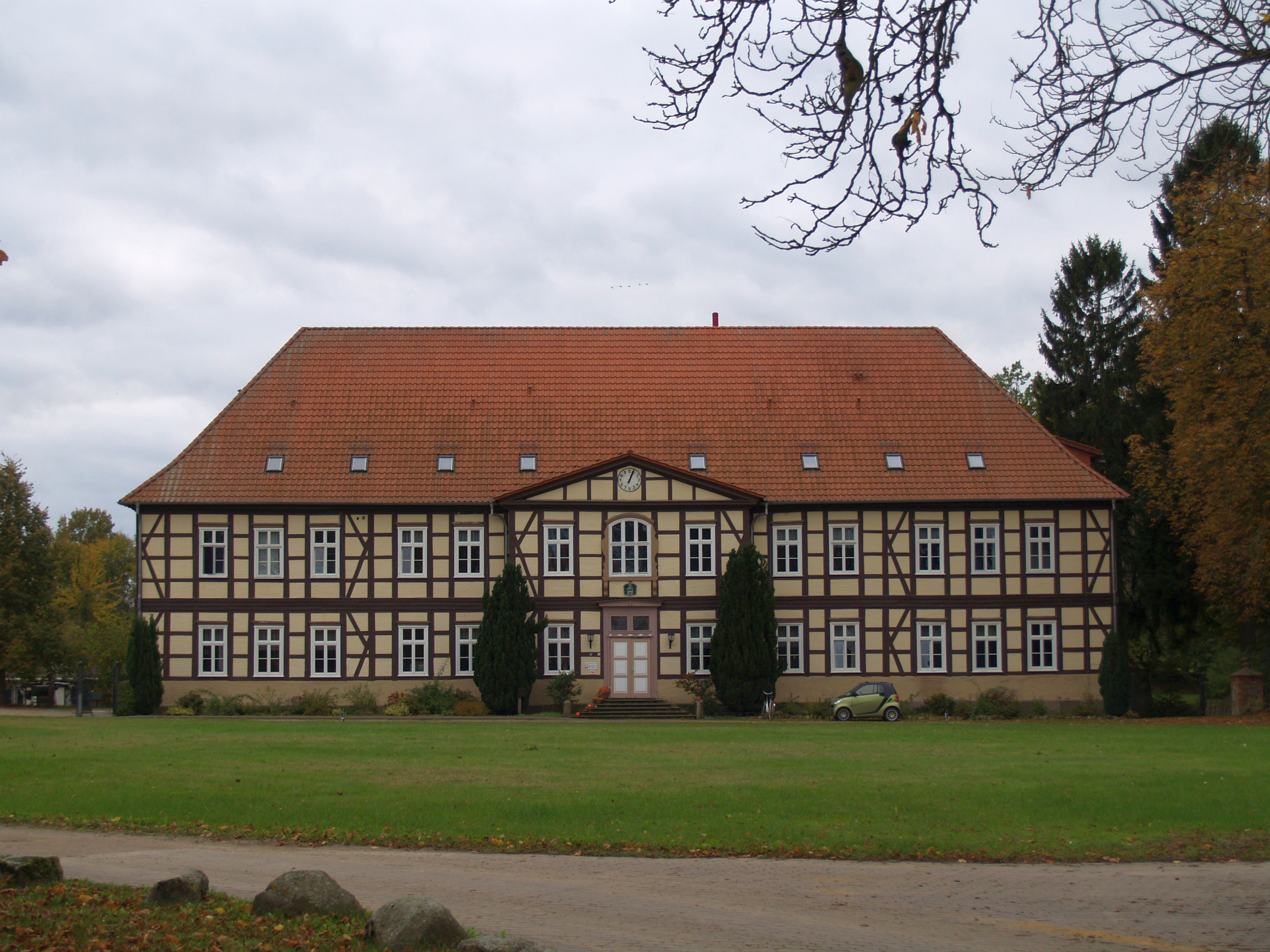
Herrenhaus Zühr (2014)

Das Herrenhaus Zühr ist ein denkmalgeschütztes Fachwerkgebäude in Zühr, einem Ortsteil von Körchow in der Stadt Wittenburg, im Landkreis Ludwigslust-Parchim in Mecklenburg-Vorpommern.

## Geschichte
Ersterwähnung 1194 der parrochia kurchowe Zure. Zühr war seit 1439 das Stammgut der Familie von Züle, die nach dem Tode von Friedrich von Züle am 28. Oktober 1752 im Mannesstamm erloschen ist. Zühr und Marsow waren Lehen derer von Züle.
Die Wirtschaftsgebäude des ehemaligen Gutes gruppieren sich im Halbkreis um einen großen, freien Platz vor dem Herrenhaus.
Das Haus steht in der Niederung neben einem mittelalterlichen Turmhügel, der von einem Gewässer umgeben ist. Heute liegt das Herrenhaus völlig frei und beherrscht das Dorf.
1431 gehörte Zühr vorübergehend Hans von Bülow, kam aber 1439 wieder an die von Züle. Nach 1500 saßen die von Bischwang mit Carl von Bischwang auf Zühr; diese besaßen von ca. 1470 bis 1726 auch das benachbarte Gut Körchow. 1640 verpfändete Cyriacus von Bischwang seinen Anteil an Jürgen Klerke aus Boizenburg. Christian von Bischwang auf Körchow verkaufte Zühr 1641 wiederum an die von Züle.
Doch erst 1723 war Zühr wieder ganz in den Händen der von Züle. 1740 ließ der Generalleutnant Friedrich von Züle das zweigeschossige Gebäude erbauen. 1740 heiratete der holst. Major Eberhard von Vegesack die Erbtochter Agnesa Osterholt von Züle auf Zühr. Als Friedrich von Zühle starb 1752, erbten sie das Gut. Durch den Siebenjährigen Krieg kam Eberhard von Vegesack als preußischer Offizier nach Mecklenburg und kaufte 1740 Neuhof und Schalis und war auch Pächter in Volzrade. Wegen Verschwendungssucht ging er 1766 mit Zühl in Konkurs. 1796 gehörte Zühl einem Herrn (von) Schrader, der es 1830 an den Major Carl Friedrich von Graevenitz auf Waschow verkaufte. 1928 beinhaltet das Rittergut nach dem letztmals amtlich publizierten Güteradressbuch von Mecklenburg detailliert 738,s ha. Es handelte sich um einen großen landwirtschaftlichen Betrieb. Im Mittelpunkt stand eine Schafsviehwirtschaft mit 400 Tieren. Hinzu kamen 150 Stück Rindvieh. Zühr war ein altes Lehngut. 1937 wurde Zühr an eine Siedlungsgesellschaft verkauft und mit Bauern aus dem Emsland und den Raum um Paderborn aufgesiedelt. Im Dritten Reich beherbergte das Herrenhaus ein BDM – Heim und ab 1940 wurde das Haus von der katholischen Kirche genutzt.
Trotz ursprünglicher Abbruchpläne nach 1945 wurde das Herrenhaus Zühr weiter als Kinderheim und als katholisches Altersheim genutzt. Das Gebäude befand sich durch die ständige Nutzung in einem insgesamt baulich sehr gutem Zustand. Heute wird das Haus von der Wohn-, arbeits- und Lebensgemeinschaft (WALG) der Caritas Mecklenburg e. V. als soziale Einrichtung der katholischen Kirche genutzt.

## Architektur

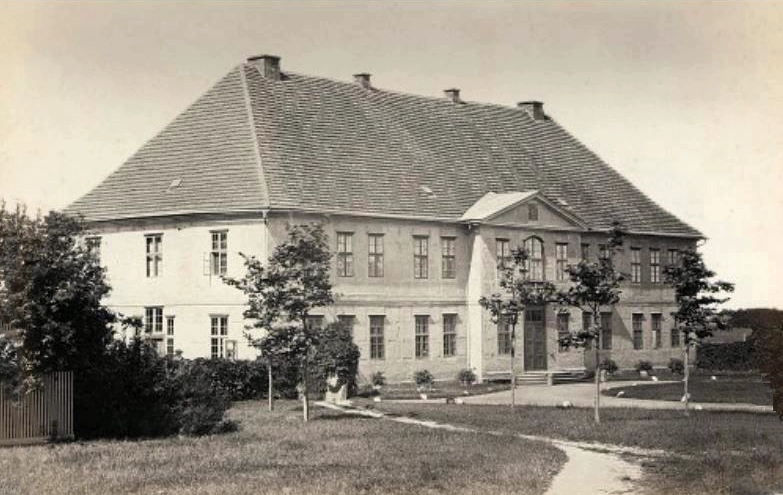
Herrenhaus Zühr um 1857

In Mecklenburg gibt es vergleichsweise nur wenige Gutshäuser und Schlösser, die in der einfachen Bauweise als Holzfachwerkbau errichtet wurden. Zu den erhaltenen, repräsentativen Fachwerkbauten gehören neben dem Herrenhaus von Zühr die bekannten Jagdschlösser Friedrichsthal bei Schwerin und Friedrichsmoor bei Neustadt-Glewe.
Das Fachwerk-Gutshaus von Zühr wurde 1720/40 für den kursächsisch-polnischen Generalleutnant (oder Generalmajor) Thomas Friederich von Züle erbaut.
Breit gelagert mit dreizehn Achsen und zweigeschossig, liegt der Fachwerkbau unter einem hohen Vollwalmdach. Die Mitte des Gutshauses wird durch einen dreiachsigen Mittelrisalit mit flachem Giebeldreieck betont.
Bis 1902 zierte noch das Wappen des Erbauers über der Eingangstür, das heutige Wappen ist das der Familie von Graevenitz, die das Gut Zühr ab 1830 besessen hatten. Im Wappen sind drei Eichenblätter an einem Aststück.
Die Vorderfront des Gebäudes, die Dorffassade, ist mit kräftigen Eichenbalken ausgeführt worden. Diese Balken messen 28 × 28 Zentimeter.
Die Parkseite ist Mitte des 19. Jahrhunderts massiv in Backstein erneuert und verputzt worden. Aus dieser Zeit stammen auch die vorgebaute offene Veranda und der Balkon darüber, der von zwei schlanken Säulen getragen wird. Deren mittlere Terrassentür trägt in der gesamten Supraporte die Inschrift in altdeutschen Lettern: Fürchte dich nicht, Ich bin mit dir, weiche nicht, denn ich bin dein Gott, Jes. 41, V. 10. und ist datiert mit C. v. G(raevenitz) 1863.
Nach dem Verkauf des Herrenhauses 1937 an die Siedlungsgemeinschaft waren noch die wertvollsten Teile der Inneneinrichtung erhalten. Bis 1902 befanden sich in den Wohn- und Schlafräumen prächtige Kachelöfen mit eisernem Untersatz, deren Gusswerk das Zülsche Wappen zeigten. In den oberen Räumen schmückten handgemalte Tapeten die Wände und die Supraporten waren mit Jagd- und Schäferszenen ausgestattet. Zwei große Schlachtenscenen aus den Türkenkriegen, die der Erbauer des Hauses, General Friedrich von Zühr wohl mitgemacht hatte, schmückten ebenfalls die Wände im großen Festsaal des Herrenhauses. Über den Kaminen hingen Gemälde mit Darstellungen des Sohnes Augusts des Starken und dessen Frau.

### Besitzerfolge des Gutes
- 1431 Hans von Bülow
- 1439 von Züle
- 1640 Ciriakus von Bischwang
- 1699 braunschw. Oberst Hans Ernst von Züle auf Marsow
- 1710 Generalleutnant Friedrich von Züle
- 1750 holst. Major Eberhard Baron von Vegesack, verh. mit Agnesa Osterholt von Züle
- 1797 von Schrader
- 1830 Major Carl (Karl) Friedrich von Graevenitz-Waschow (1792–1870).[13]
- 1870 Karl Friedrich Wilhelm von Graevenitz (1836–1912)[14]
- 1928 Hauptmann Hans von Graevenitz (1869–1936).[15]
- 1940 Besitz der Katholischen Kirche

## Parkanlage
Hinter dem Herrenhaus befindet sich ein parkartiger Garten, der auf einem Plan von 1770 noch als formale Gartenanlage eingezeichnet ist.
Der gepflegte und genutzte Park wird von weiten Rasenflächen beherrscht. Gleich neben dem Gutshaus liegt ein Teich, an dessen Ufer zehn stattliche Stieleichen stehen. Dem Teich entspringt ein Graben, der hinter dem Gutshaus entlangführt und sich früher zu einem zweiten kleineren Teich erweiterte, wo noch heute eine Sumpfzypresse steht. Eine deutliche Geländestufe gliedert den Park in einen niederen und höher gelegenen Bereich. Besonders bemerkenswert am südwestlichen Parkrand die etwa 250 Meter lange Hainbuchenallee, die im Sommer einen grünen Laubengang bildet. Einen schönen Kontrast dazu bildet neben der Allee eine Blutbuche mit roten Blättern. In einer Ecke des Parks steht innerhalb eines von starken Hainbuchen gebildeten Rondells eine große Rosskastanie.

### Gemeindehaus mit St.-Josef-Kirche

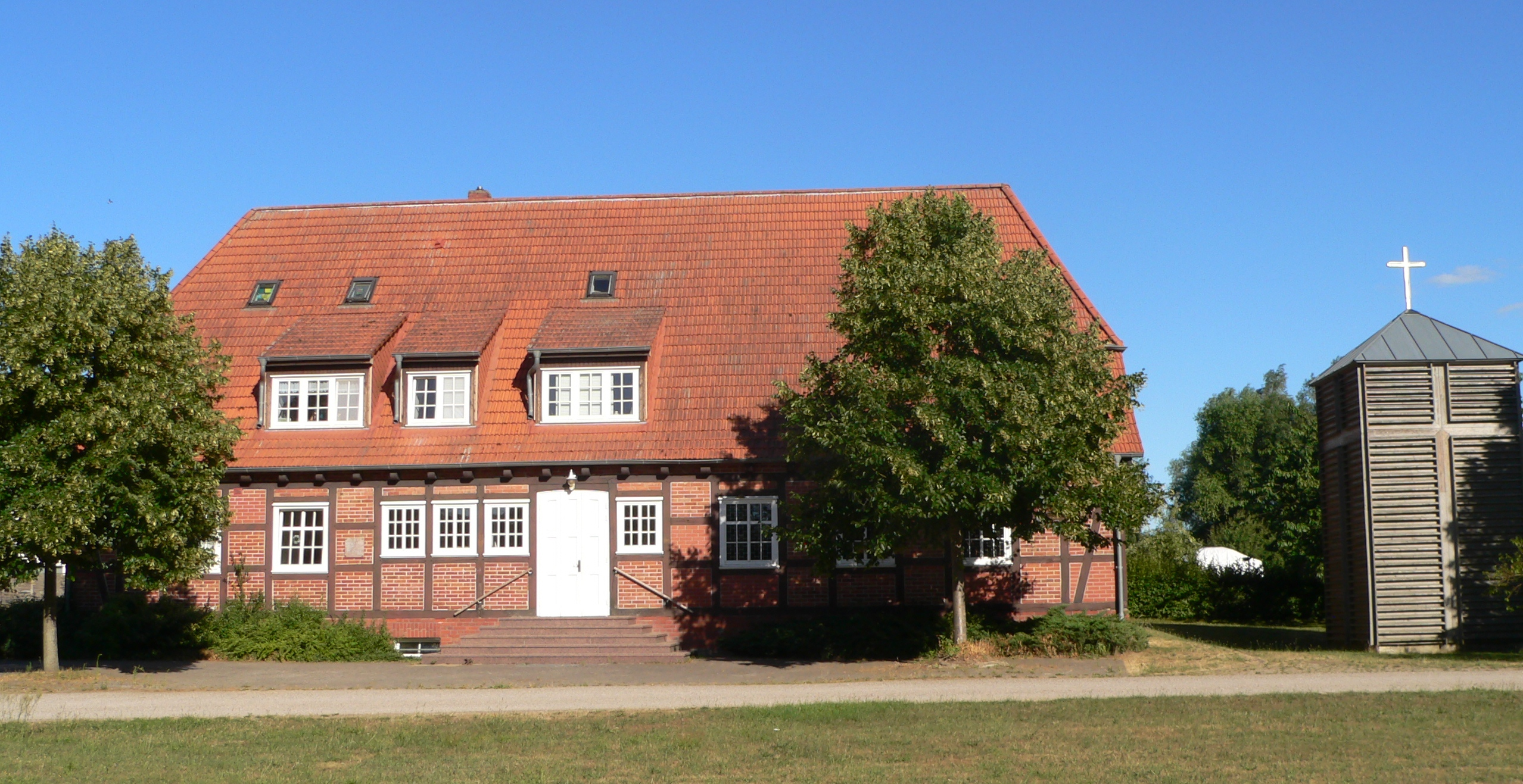
Katholische Kirche St. Josef (2018)

Zur Errichtung militärischer Anlagen im Emsland siedelte man 1940 katholische Bauern nach Zühr um. Der katholische Gottesdienst wurde zuerst in einem Privathaus in Wittenburg abgehalten. Mit der Nutzung des Herrenhauses ab 1940 durch die katholische Kirche richtete man zum Winter 1940 die Pfarrkirche St. Josef in der Eingangshalle ein.
Das östlich des Gutshauses stehende Fachwerkgebäude wurde von 1996 bis 1997 durch die katholische Kirchgemeinde zu einem Gemeindehaus mit der Kirche St. Josef umgebaut. Durch die helle Holzdecke erscheint der Andachtsraum mit seinem schlichten Altar und dem Lesepult auf den Besucher beruhigend zu wirken. Vor dem Altarraum stehen links die Skulptur des Kirchenpatrons und rechts Maria mit dem Kinde.
Im Vorraum befindet sich eine frühromanische Tauffünte, die um 1160 in Stein-auf-Stein-Klopftechnik aus Granit hergestellt wurde. Sie stand einst auf der Südseite der Körchower Kirche. Als sie für Taufen unbrauchbar wurde, hatte man ein Granitstück aus der Kuppawand gebrochen und so lag Jahrhunderte auf dem Kirchhof. Ende des 19. Jahrhunderts ließ sie der Gutsherr von Grevenitz nach Zühr bringen und in seinem Park aufstellen. Nach 1945 entsorgte man die Fünte auf einem Steinhaufen nördlich vom Gutshaus. Von dort gelangten die drei Teile in den Vorflur des Kirchenraumes. Die Granitfünte misst in der Höhe 92 bis 96 cm, in der Breite 70 cm, die Kuppahöhe 40 cm, die Kuppabreite 61 cm, die Wandstärke 9 cm und die untere Fußbreite 69 cm.
Die zwei Glocken in dem modernen hölzernen Glockenstuhl schenkte 1955 der Bochumer Bergbau-Verein der katholischen Kirchgemeinde.

### Ungedruckte Quellen
Landeshauptarchiv Schwerin (LHAS)
- LHAS 5.12-3/1 Mecklenburg Schwerinsches Ministerium des Innern. K 11.5.2 Einzelne Güter und Orte, Nr. 13358 Zühr 1880–1899.
- LHAS 5.12-4/3 Ministerium für Landwirtschaft, Domänen und Forsten, Abt. Siedlungsamt. Kreis Hagenow, Nr. 875–877 Ritterschaftliches Landgut Zühr 1934–1944.
- 5.12-9/2 Landratsamt Hagenow. Zühr 1870–1944.
- 9.11-1 Reichskammergericht Prozeßakten 1495–1896. Nr. 487 Zühr, Amt Wittenburg 1784–1787.

### Gedruckte Quellen
- Mecklenburgische Jahrbücher (MJB)